# Pelidnota sumptuosa
Pelidnota sumptuosa es una especie de escarabajo del género Pelidnota, familia Scarabaeidae. Fue descrita científicamente por Vigors en 1825.
Especie nativa de la región neotropical. Habita en Brasil.